# زلیخا رابینسون
زلیخا رابینسون (به انگلیسی: Zuleikha Robinson) (زاده ۲۹ ژوئن ۱۹۷۷) یک بازیگر انگلیسی است. پدرش انگلیسی و مادرش هندی-برمه ای است. او در مجموعه تلویزیونی لاست در نقش ایلانا وردنسکی ظاهر شد.
او همچنین در فیلم نام خانوادگی و هیدالگو بازی کرده‌است.

## فیلمشناسی
از فیلم‌ها یا برنامه‌های تلویزیونی که وی در آن نقش داشته‌است می‌توان به آثار زیر اشاره کرد.

### فیلم
| سال  | عنوان                       | نقش            | توضیح      |
| ---- | --------------------------- | -------------- | ---------- |
| ۱۹۹۹ | منفعت: صحنه‌هایی از یک ترتیب | هوپ کرولی      | قیلم کوتاه |
| ۲۰۰۰ | تایم کد                     | منشی لستر موور |            |
| ۲۰۰۲ | اسلش                        | سوزی           |            |
| ۲۰۰۴ | هیدالگو                     | جزیره          |            |
| ۲۰۰۴ | تاجر ونیزی                  | جسیکا          |            |
| ۲۰۰۶ | نام خانوادگی                | موشومی مزومدار |            |
| ۲۰۰۹ | مشت پر از عشق               |                | فیلم کوتاه |
| ۲۰۱۴ | همه چیز از من بپرس          | آفرین          |            |
| ۲۰۱۵ | پسر                         | مامان          |            |
| ۲۰۱۶ | افسانه آمریکایی             | ورا            |            |

### تلویزیون
| سال         | عنوان                           | نقش                        | توضیح |
| ----------- | ------------------------------- | -------------------------- | --- |
| ۲۰۰۱        | مسلح تنها                       | یوس ادل هارلو              | همه قسمتها، ۱۳ اپیزود                                                                                     |
| ۲۰۰۲        | پرونده‌های ایکس                  | یوس ادل هارلو / لوئیز رانز | اپیزود: "Jump the Shark"                                                                                  |
| ۲۰۰۷        | رم                              | گایا                       | نقش تکراری، ۷ اپیزود                                                                                      |
| ۲۰۰۸        | آمستردام جدید                   | اوا مارکوئز                | قسمتها، ۸ اپیزود                                                                                          |
| ۲۰۰۹–۱۰     | لاست                            | ایلانا وردانسکی            | قسمتها، ۱۶ اپیزود کاندید — نقش فرعی جشنواره تلویزیونی مونت-کارلو (۲۰۱۰)                                   |
| ۲۰۱۲        | میهن                            | رؤیا حماد                  | نقش تکراری، ۹ قسمت نامزد — جایزه Screen Actors Guild برای اجرای عالی توسط یک گروه در یک سریال درام (۲۰۱۳) |
| ۲۰۱۳        | روان‌کاو                         | دکتر سونیا کید             | قسمت: "Red in Tooth and Claw"                                                                             |
| ۲۰۱۳        | امور پنهانی                     | بیانکا مانینگ              | تکرار نقش، ۴ قسمت                                                                                         |
| ۲۰۱۴        | جاسوسی                          | آملیا واگن                 | تکرار نقش، ۳ قسمت                                                                                         |
| ۲۰۱۴        | روزی روزگاری در سرزمین عجایب    | آمارا                      | تکرار نقش، ۴ قسمت                                                                                         |
| ۲۰۱۴        | پادشاهی                         | آلیسون                     | تکرار نقش، ۳ قسمت                                                                                         |
| ۲۰۱۵        | پیروی                           | گوئن                       | تمامی قسمتها، ۱۵ قسمت                                                                                     |
| ۲۰۱۷        | Still Star-Crossed              | خانم کاپولت                | همه قسمتها، ۷ قسمت                                                                                        |
| ۲۰۱۷        | جن گیر                          | ماوس                       | همه قسمتها، ۱۰ قسمت                                                                                       |
| ۲۰۱۹–تاکنون | نظم و قانون: واحد قربانیان ویژه | ونسا حدید                  | نقش ثابت                                                                                                  |